# Зеебергера тема
Те́ма Зеебергера — тема в шаховій композиції. Суть теми — в багатоходовій задачі в захисті чорна лінійна фігура при захисті рухається по лінії і проходить через критичне поле, а друга чорна фігура її перекриває на цьому критичному полі.

## Історія
В ідеї, яку запропонував у 1860 році австрійський шаховий композитор Йоганнес Зеебергер (17.09.1843 — 11.11.1879), на відміну від теми гільйотини, чорну лінійну фігуру, після її проходження через критичне поле, перекриває на цьому критичному полі інша чорна фігура.
Ця ідея дістала назву — тема Зеебергера.
|   | a | b | c | d | e | f | g | h |   |
| 8 | g7 чорний пішак · g6 білий пішак · h6 чорний пішак · c5 чорний кінь · d5 чорний слон · d4 білий пішак · e4 чорний пішак · f4 чорний король · h4 білий пішак · e3 білий кінь · f2 білий пішак · g2 білий король · a1 біла тура · c1 білий слон | g7 чорний пішак · g6 білий пішак · h6 чорний пішак · c5 чорний кінь · d5 чорний слон · d4 білий пішак · e4 чорний пішак · f4 чорний король · h4 білий пішак · e3 білий кінь · f2 білий пішак · g2 білий король · a1 біла тура · c1 білий слон | g7 чорний пішак · g6 білий пішак · h6 чорний пішак · c5 чорний кінь · d5 чорний слон · d4 білий пішак · e4 чорний пішак · f4 чорний король · h4 білий пішак · e3 білий кінь · f2 білий пішак · g2 білий король · a1 біла тура · c1 білий слон | g7 чорний пішак · g6 білий пішак · h6 чорний пішак · c5 чорний кінь · d5 чорний слон · d4 білий пішак · e4 чорний пішак · f4 чорний король · h4 білий пішак · e3 білий кінь · f2 білий пішак · g2 білий король · a1 біла тура · c1 білий слон | g7 чорний пішак · g6 білий пішак · h6 чорний пішак · c5 чорний кінь · d5 чорний слон · d4 білий пішак · e4 чорний пішак · f4 чорний король · h4 білий пішак · e3 білий кінь · f2 білий пішак · g2 білий король · a1 біла тура · c1 білий слон | g7 чорний пішак · g6 білий пішак · h6 чорний пішак · c5 чорний кінь · d5 чорний слон · d4 білий пішак · e4 чорний пішак · f4 чорний король · h4 білий пішак · e3 білий кінь · f2 білий пішак · g2 білий король · a1 біла тура · c1 білий слон | g7 чорний пішак · g6 білий пішак · h6 чорний пішак · c5 чорний кінь · d5 чорний слон · d4 білий пішак · e4 чорний пішак · f4 чорний король · h4 білий пішак · e3 білий кінь · f2 білий пішак · g2 білий король · a1 біла тура · c1 білий слон | g7 чорний пішак · g6 білий пішак · h6 чорний пішак · c5 чорний кінь · d5 чорний слон · d4 білий пішак · e4 чорний пішак · f4 чорний король · h4 білий пішак · e3 білий кінь · f2 білий пішак · g2 білий король · a1 біла тура · c1 білий слон | 8 |
| 7 | g7 чорний пішак · g6 білий пішак · h6 чорний пішак · c5 чорний кінь · d5 чорний слон · d4 білий пішак · e4 чорний пішак · f4 чорний король · h4 білий пішак · e3 білий кінь · f2 білий пішак · g2 білий король · a1 біла тура · c1 білий слон | g7 чорний пішак · g6 білий пішак · h6 чорний пішак · c5 чорний кінь · d5 чорний слон · d4 білий пішак · e4 чорний пішак · f4 чорний король · h4 білий пішак · e3 білий кінь · f2 білий пішак · g2 білий король · a1 біла тура · c1 білий слон | g7 чорний пішак · g6 білий пішак · h6 чорний пішак · c5 чорний кінь · d5 чорний слон · d4 білий пішак · e4 чорний пішак · f4 чорний король · h4 білий пішак · e3 білий кінь · f2 білий пішак · g2 білий король · a1 біла тура · c1 білий слон | g7 чорний пішак · g6 білий пішак · h6 чорний пішак · c5 чорний кінь · d5 чорний слон · d4 білий пішак · e4 чорний пішак · f4 чорний король · h4 білий пішак · e3 білий кінь · f2 білий пішак · g2 білий король · a1 біла тура · c1 білий слон | g7 чорний пішак · g6 білий пішак · h6 чорний пішак · c5 чорний кінь · d5 чорний слон · d4 білий пішак · e4 чорний пішак · f4 чорний король · h4 білий пішак · e3 білий кінь · f2 білий пішак · g2 білий король · a1 біла тура · c1 білий слон | g7 чорний пішак · g6 білий пішак · h6 чорний пішак · c5 чорний кінь · d5 чорний слон · d4 білий пішак · e4 чорний пішак · f4 чорний король · h4 білий пішак · e3 білий кінь · f2 білий пішак · g2 білий король · a1 біла тура · c1 білий слон | g7 чорний пішак · g6 білий пішак · h6 чорний пішак · c5 чорний кінь · d5 чорний слон · d4 білий пішак · e4 чорний пішак · f4 чорний король · h4 білий пішак · e3 білий кінь · f2 білий пішак · g2 білий король · a1 біла тура · c1 білий слон | g7 чорний пішак · g6 білий пішак · h6 чорний пішак · c5 чорний кінь · d5 чорний слон · d4 білий пішак · e4 чорний пішак · f4 чорний король · h4 білий пішак · e3 білий кінь · f2 білий пішак · g2 білий король · a1 біла тура · c1 білий слон | 7 |
| 6 | g7 чорний пішак · g6 білий пішак · h6 чорний пішак · c5 чорний кінь · d5 чорний слон · d4 білий пішак · e4 чорний пішак · f4 чорний король · h4 білий пішак · e3 білий кінь · f2 білий пішак · g2 білий король · a1 біла тура · c1 білий слон | g7 чорний пішак · g6 білий пішак · h6 чорний пішак · c5 чорний кінь · d5 чорний слон · d4 білий пішак · e4 чорний пішак · f4 чорний король · h4 білий пішак · e3 білий кінь · f2 білий пішак · g2 білий король · a1 біла тура · c1 білий слон | g7 чорний пішак · g6 білий пішак · h6 чорний пішак · c5 чорний кінь · d5 чорний слон · d4 білий пішак · e4 чорний пішак · f4 чорний король · h4 білий пішак · e3 білий кінь · f2 білий пішак · g2 білий король · a1 біла тура · c1 білий слон | g7 чорний пішак · g6 білий пішак · h6 чорний пішак · c5 чорний кінь · d5 чорний слон · d4 білий пішак · e4 чорний пішак · f4 чорний король · h4 білий пішак · e3 білий кінь · f2 білий пішак · g2 білий король · a1 біла тура · c1 білий слон | g7 чорний пішак · g6 білий пішак · h6 чорний пішак · c5 чорний кінь · d5 чорний слон · d4 білий пішак · e4 чорний пішак · f4 чорний король · h4 білий пішак · e3 білий кінь · f2 білий пішак · g2 білий король · a1 біла тура · c1 білий слон | g7 чорний пішак · g6 білий пішак · h6 чорний пішак · c5 чорний кінь · d5 чорний слон · d4 білий пішак · e4 чорний пішак · f4 чорний король · h4 білий пішак · e3 білий кінь · f2 білий пішак · g2 білий король · a1 біла тура · c1 білий слон | g7 чорний пішак · g6 білий пішак · h6 чорний пішак · c5 чорний кінь · d5 чорний слон · d4 білий пішак · e4 чорний пішак · f4 чорний король · h4 білий пішак · e3 білий кінь · f2 білий пішак · g2 білий король · a1 біла тура · c1 білий слон | g7 чорний пішак · g6 білий пішак · h6 чорний пішак · c5 чорний кінь · d5 чорний слон · d4 білий пішак · e4 чорний пішак · f4 чорний король · h4 білий пішак · e3 білий кінь · f2 білий пішак · g2 білий король · a1 біла тура · c1 білий слон | 6 |
| 5 | g7 чорний пішак · g6 білий пішак · h6 чорний пішак · c5 чорний кінь · d5 чорний слон · d4 білий пішак · e4 чорний пішак · f4 чорний король · h4 білий пішак · e3 білий кінь · f2 білий пішак · g2 білий король · a1 біла тура · c1 білий слон | g7 чорний пішак · g6 білий пішак · h6 чорний пішак · c5 чорний кінь · d5 чорний слон · d4 білий пішак · e4 чорний пішак · f4 чорний король · h4 білий пішак · e3 білий кінь · f2 білий пішак · g2 білий король · a1 біла тура · c1 білий слон | g7 чорний пішак · g6 білий пішак · h6 чорний пішак · c5 чорний кінь · d5 чорний слон · d4 білий пішак · e4 чорний пішак · f4 чорний король · h4 білий пішак · e3 білий кінь · f2 білий пішак · g2 білий король · a1 біла тура · c1 білий слон | g7 чорний пішак · g6 білий пішак · h6 чорний пішак · c5 чорний кінь · d5 чорний слон · d4 білий пішак · e4 чорний пішак · f4 чорний король · h4 білий пішак · e3 білий кінь · f2 білий пішак · g2 білий король · a1 біла тура · c1 білий слон | g7 чорний пішак · g6 білий пішак · h6 чорний пішак · c5 чорний кінь · d5 чорний слон · d4 білий пішак · e4 чорний пішак · f4 чорний король · h4 білий пішак · e3 білий кінь · f2 білий пішак · g2 білий король · a1 біла тура · c1 білий слон | g7 чорний пішак · g6 білий пішак · h6 чорний пішак · c5 чорний кінь · d5 чорний слон · d4 білий пішак · e4 чорний пішак · f4 чорний король · h4 білий пішак · e3 білий кінь · f2 білий пішак · g2 білий король · a1 біла тура · c1 білий слон | g7 чорний пішак · g6 білий пішак · h6 чорний пішак · c5 чорний кінь · d5 чорний слон · d4 білий пішак · e4 чорний пішак · f4 чорний король · h4 білий пішак · e3 білий кінь · f2 білий пішак · g2 білий король · a1 біла тура · c1 білий слон | g7 чорний пішак · g6 білий пішак · h6 чорний пішак · c5 чорний кінь · d5 чорний слон · d4 білий пішак · e4 чорний пішак · f4 чорний король · h4 білий пішак · e3 білий кінь · f2 білий пішак · g2 білий король · a1 біла тура · c1 білий слон | 5 |
| 4 | g7 чорний пішак · g6 білий пішак · h6 чорний пішак · c5 чорний кінь · d5 чорний слон · d4 білий пішак · e4 чорний пішак · f4 чорний король · h4 білий пішак · e3 білий кінь · f2 білий пішак · g2 білий король · a1 біла тура · c1 білий слон | g7 чорний пішак · g6 білий пішак · h6 чорний пішак · c5 чорний кінь · d5 чорний слон · d4 білий пішак · e4 чорний пішак · f4 чорний король · h4 білий пішак · e3 білий кінь · f2 білий пішак · g2 білий король · a1 біла тура · c1 білий слон | g7 чорний пішак · g6 білий пішак · h6 чорний пішак · c5 чорний кінь · d5 чорний слон · d4 білий пішак · e4 чорний пішак · f4 чорний король · h4 білий пішак · e3 білий кінь · f2 білий пішак · g2 білий король · a1 біла тура · c1 білий слон | g7 чорний пішак · g6 білий пішак · h6 чорний пішак · c5 чорний кінь · d5 чорний слон · d4 білий пішак · e4 чорний пішак · f4 чорний король · h4 білий пішак · e3 білий кінь · f2 білий пішак · g2 білий король · a1 біла тура · c1 білий слон | g7 чорний пішак · g6 білий пішак · h6 чорний пішак · c5 чорний кінь · d5 чорний слон · d4 білий пішак · e4 чорний пішак · f4 чорний король · h4 білий пішак · e3 білий кінь · f2 білий пішак · g2 білий король · a1 біла тура · c1 білий слон | g7 чорний пішак · g6 білий пішак · h6 чорний пішак · c5 чорний кінь · d5 чорний слон · d4 білий пішак · e4 чорний пішак · f4 чорний король · h4 білий пішак · e3 білий кінь · f2 білий пішак · g2 білий король · a1 біла тура · c1 білий слон | g7 чорний пішак · g6 білий пішак · h6 чорний пішак · c5 чорний кінь · d5 чорний слон · d4 білий пішак · e4 чорний пішак · f4 чорний король · h4 білий пішак · e3 білий кінь · f2 білий пішак · g2 білий король · a1 біла тура · c1 білий слон | g7 чорний пішак · g6 білий пішак · h6 чорний пішак · c5 чорний кінь · d5 чорний слон · d4 білий пішак · e4 чорний пішак · f4 чорний король · h4 білий пішак · e3 білий кінь · f2 білий пішак · g2 білий король · a1 біла тура · c1 білий слон | 4 |
| 3 | g7 чорний пішак · g6 білий пішак · h6 чорний пішак · c5 чорний кінь · d5 чорний слон · d4 білий пішак · e4 чорний пішак · f4 чорний король · h4 білий пішак · e3 білий кінь · f2 білий пішак · g2 білий король · a1 біла тура · c1 білий слон | g7 чорний пішак · g6 білий пішак · h6 чорний пішак · c5 чорний кінь · d5 чорний слон · d4 білий пішак · e4 чорний пішак · f4 чорний король · h4 білий пішак · e3 білий кінь · f2 білий пішак · g2 білий король · a1 біла тура · c1 білий слон | g7 чорний пішак · g6 білий пішак · h6 чорний пішак · c5 чорний кінь · d5 чорний слон · d4 білий пішак · e4 чорний пішак · f4 чорний король · h4 білий пішак · e3 білий кінь · f2 білий пішак · g2 білий король · a1 біла тура · c1 білий слон | g7 чорний пішак · g6 білий пішак · h6 чорний пішак · c5 чорний кінь · d5 чорний слон · d4 білий пішак · e4 чорний пішак · f4 чорний король · h4 білий пішак · e3 білий кінь · f2 білий пішак · g2 білий король · a1 біла тура · c1 білий слон | g7 чорний пішак · g6 білий пішак · h6 чорний пішак · c5 чорний кінь · d5 чорний слон · d4 білий пішак · e4 чорний пішак · f4 чорний король · h4 білий пішак · e3 білий кінь · f2 білий пішак · g2 білий король · a1 біла тура · c1 білий слон | g7 чорний пішак · g6 білий пішак · h6 чорний пішак · c5 чорний кінь · d5 чорний слон · d4 білий пішак · e4 чорний пішак · f4 чорний король · h4 білий пішак · e3 білий кінь · f2 білий пішак · g2 білий король · a1 біла тура · c1 білий слон | g7 чорний пішак · g6 білий пішак · h6 чорний пішак · c5 чорний кінь · d5 чорний слон · d4 білий пішак · e4 чорний пішак · f4 чорний король · h4 білий пішак · e3 білий кінь · f2 білий пішак · g2 білий король · a1 біла тура · c1 білий слон | g7 чорний пішак · g6 білий пішак · h6 чорний пішак · c5 чорний кінь · d5 чорний слон · d4 білий пішак · e4 чорний пішак · f4 чорний король · h4 білий пішак · e3 білий кінь · f2 білий пішак · g2 білий король · a1 біла тура · c1 білий слон | 3 |
| 2 | g7 чорний пішак · g6 білий пішак · h6 чорний пішак · c5 чорний кінь · d5 чорний слон · d4 білий пішак · e4 чорний пішак · f4 чорний король · h4 білий пішак · e3 білий кінь · f2 білий пішак · g2 білий король · a1 біла тура · c1 білий слон | g7 чорний пішак · g6 білий пішак · h6 чорний пішак · c5 чорний кінь · d5 чорний слон · d4 білий пішак · e4 чорний пішак · f4 чорний король · h4 білий пішак · e3 білий кінь · f2 білий пішак · g2 білий король · a1 біла тура · c1 білий слон | g7 чорний пішак · g6 білий пішак · h6 чорний пішак · c5 чорний кінь · d5 чорний слон · d4 білий пішак · e4 чорний пішак · f4 чорний король · h4 білий пішак · e3 білий кінь · f2 білий пішак · g2 білий король · a1 біла тура · c1 білий слон | g7 чорний пішак · g6 білий пішак · h6 чорний пішак · c5 чорний кінь · d5 чорний слон · d4 білий пішак · e4 чорний пішак · f4 чорний король · h4 білий пішак · e3 білий кінь · f2 білий пішак · g2 білий король · a1 біла тура · c1 білий слон | g7 чорний пішак · g6 білий пішак · h6 чорний пішак · c5 чорний кінь · d5 чорний слон · d4 білий пішак · e4 чорний пішак · f4 чорний король · h4 білий пішак · e3 білий кінь · f2 білий пішак · g2 білий король · a1 біла тура · c1 білий слон | g7 чорний пішак · g6 білий пішак · h6 чорний пішак · c5 чорний кінь · d5 чорний слон · d4 білий пішак · e4 чорний пішак · f4 чорний король · h4 білий пішак · e3 білий кінь · f2 білий пішак · g2 білий король · a1 біла тура · c1 білий слон | g7 чорний пішак · g6 білий пішак · h6 чорний пішак · c5 чорний кінь · d5 чорний слон · d4 білий пішак · e4 чорний пішак · f4 чорний король · h4 білий пішак · e3 білий кінь · f2 білий пішак · g2 білий король · a1 біла тура · c1 білий слон | g7 чорний пішак · g6 білий пішак · h6 чорний пішак · c5 чорний кінь · d5 чорний слон · d4 білий пішак · e4 чорний пішак · f4 чорний король · h4 білий пішак · e3 білий кінь · f2 білий пішак · g2 білий король · a1 біла тура · c1 білий слон | 2 |
| 1 | g7 чорний пішак · g6 білий пішак · h6 чорний пішак · c5 чорний кінь · d5 чорний слон · d4 білий пішак · e4 чорний пішак · f4 чорний король · h4 білий пішак · e3 білий кінь · f2 білий пішак · g2 білий король · a1 біла тура · c1 білий слон | g7 чорний пішак · g6 білий пішак · h6 чорний пішак · c5 чорний кінь · d5 чорний слон · d4 білий пішак · e4 чорний пішак · f4 чорний король · h4 білий пішак · e3 білий кінь · f2 білий пішак · g2 білий король · a1 біла тура · c1 білий слон | g7 чорний пішак · g6 білий пішак · h6 чорний пішак · c5 чорний кінь · d5 чорний слон · d4 білий пішак · e4 чорний пішак · f4 чорний король · h4 білий пішак · e3 білий кінь · f2 білий пішак · g2 білий король · a1 біла тура · c1 білий слон | g7 чорний пішак · g6 білий пішак · h6 чорний пішак · c5 чорний кінь · d5 чорний слон · d4 білий пішак · e4 чорний пішак · f4 чорний король · h4 білий пішак · e3 білий кінь · f2 білий пішак · g2 білий король · a1 біла тура · c1 білий слон | g7 чорний пішак · g6 білий пішак · h6 чорний пішак · c5 чорний кінь · d5 чорний слон · d4 білий пішак · e4 чорний пішак · f4 чорний король · h4 білий пішак · e3 білий кінь · f2 білий пішак · g2 білий король · a1 біла тура · c1 білий слон | g7 чорний пішак · g6 білий пішак · h6 чорний пішак · c5 чорний кінь · d5 чорний слон · d4 білий пішак · e4 чорний пішак · f4 чорний король · h4 білий пішак · e3 білий кінь · f2 білий пішак · g2 білий король · a1 біла тура · c1 білий слон | g7 чорний пішак · g6 білий пішак · h6 чорний пішак · c5 чорний кінь · d5 чорний слон · d4 білий пішак · e4 чорний пішак · f4 чорний король · h4 білий пішак · e3 білий кінь · f2 білий пішак · g2 білий король · a1 біла тура · c1 білий слон | g7 чорний пішак · g6 білий пішак · h6 чорний пішак · c5 чорний кінь · d5 чорний слон · d4 білий пішак · e4 чорний пішак · f4 чорний король · h4 білий пішак · e3 білий кінь · f2 білий пішак · g2 білий король · a1 біла тура · c1 білий слон | 1 |
|   | a | b | c | d | e | f | g | h |   |

1. Ta8! ~ 2. Tf8+ Lf6 3. T:f6#
1. ... L:a8 2. La3 Sb7 3. Le7 S~ 4. Ld6#